# Out of touch
Out of touch (alb. Shkëputje nga realiteti) – albański film fabularny z roku 2011 w reżyserii Andy'ego Deliany.

## Opis fabuły
Debiut reżyserski A. Deliany. Akcja filmu rozgrywa się w dzielnicy Komuna Paryska w Tiranie, gdzie mieszkają nowobogaccy i urzędnicy państwowi. Tuż po zakończeniu wyborów do parlamentu w tajemniczych okolicznościach ginie znany biznesmen. Dwóch ludzi: były minister i jego wspólnik w interesach mają zaledwie 48 godzin, aby podjąć próbę ocalenia swoich stanowisk i reputacji. Absurdalny ciąg wydarzeń może zniszczyć wszystko, co udało im się do tej pory osiągnąć.
Premiera filmu odbyła się w kinie Imperial w Tiranie.

## Obsada
- Gentjan Zenelaj jako Gramoz Murra
- Sonila Kapedani jako Lindita Murra
- Andy Deliana jako inżynier Robert
- Rozi Kotani jako Ariana
- Laertis Vasiliou jako Edmond
- Tatiana Cotiuba  jako Eva
- Elidon Alikaj jako Laert
- Skender Ponari jako Murat
- Arban Perlala  jako Toni
- Kast Hasa jako Cerri
- Altin Llaku jako szef
- Taulant Myzeqari jako Halil
- Rudin Latifi jako Petro
- Shaban Gashi jako Sami
- Sefedin Shabani jako Rustem
- Xhevdet Jashari jako Lulli
- Guljejm Kotorri